# Блэкуолл, Джон
Джон Блэкуолл (John Blackwall, 20 января 1790, Манчестер — 11 мая 1881 Hendre House недалеко от Llanrwst, Уэльс) — английский натуралист, арахнолог.
Блэкуолл жил с 1833 года и до своей смерти в местечке Llanrwst в Северном Уэльсе. С юных лет он интересовался природой. Сначала его интересовали птицы, позже пауки. Свою первую статью о пауках он опубликовал в 1827 году.
Он опубликовал «Историю пауков Великобритании и Ирландии» в 2-х тт., 1861-1864 гг («A History of the Spiders of Great Britain and Ireland»). Она включала в себя 340 видов и была первым адекватным описанием британской фауны пауков. 10 панелей были созданы Октавиусом Пикард-Кембриджем, а 12 других ирландским натуралистом Робертом Темплтоном.
Работа Блэкуолла выявила значительные пробелы в научных исследованиях в этой области, указав на необходимость проведения исследований арахнологии. В частности, его интересовали очень мелкие виды, такие как линифииды Neriene и Walckenaera.